# 타히트 총
타히트 총(네덜란드어: Tahith Chong, 1999년 12월 4일 ~ )은 퀴라소 출생 중국계 네덜란드의 축구 선수로 현재 잉글랜드 EFL 리그 원의 루턴 타운에서 측면 공격수로 활약하고 있으며 네덜란드 청소년 대표팀 출신이다.